# Copa Pachuca 2013
La Copa Pachuca 2013 también llamada Torneo Cuna del fútbol es un torneo de preparación para la Primera División de México, la Copa Pachuca siempre se es jugada en el Estadio Hidalgo. participaran el arfitrion, Pachuca, también Leon y Estudiantes Tecos, además de Cruz Azul. el campeón es el Club Pachuca, al remontar una desventaja de 2 goles y vencer en penales 5-4 a Leon.

## Participantes
- Pachuca
- Estudiantes Tecos
- Cruz Azul
- León

## Fase (Verano)
|  | Semifinales                  | Semifinales                  |       |                              | Final                        | Final |  |
|  |                              |                              |       |                              |                              |       |  |
|  |                              |                              |       |                              |                              |       |  |
|  | Estadio Hidalgo, 11 de julio |                              |       |                              |                              |       |  |
|  | León                         | 2                            |       |                              |                              |       |  |
|  | Cruz Azul                    | 0                            |       |                              |                              |       |  |
|  |                              |                              |       |                              |                              |       |  |
|  |                              |                              |       |                              | Estadio Hidalgo, 13 de julio |       |  |
|  |                              |                              |       |                              | León                         | 4 (4) |  |
|  |                              | Pachuca                      | 4 (5) |                              |                              |       |  |
|  |                              |                              |       |                              |                              |       |  |
|  |                              |                              |       |                              |                              |       |  |
|  |                              |                              |       |                              | Tercer lugar                 |       |  |
|  | Estadio Hidalgo, 11 de julio | Estadio Hidalgo, 11 de julio |       | Estadio Hidalgo, 13 de julio | Estadio Hidalgo, 13 de julio |       |  |
|  | Pachuca                      | 3                            |       | Cruz Azul                    | 4                            |       |  |
|  | Estudiantes Tecos            | 1                            |       |                              | Estudiantes Tecos            | 1     |  |

|                           |
| Campeón Pachuca 5º Título |

## Goleadores (Edición Verano)
| Jugador            | Equipo            | Goles |  |
| ------------------ | ----------------- | ----- |  |
| Fernando Cavenaghi | Pachuca           | 3     |  |
| Juan Manuel Flores | León              | 3     |  |
| Christian Giménez  | Cruz Azul         | 2     |  |
| Mauricio Castañeda | León              | 1     |  |
| Diego Campos       | Estudiantes Tecos | 1     |  |
| Matías Britos      | León              | 1     |  |
| Juan Carlos Rojas  | Pachuca           | 1     |  |
| Joao Rojas         | Cruz Azul         | 1     |  |

La Copa Pachuca 2013 también llamada Torneo Cuna del fútbol es un torneo de preparación para la Primera División de México, la Copa Pachuca siempre se es jugada en el Estadio Hidalgo. participaran el arfitrion, Pachuca, también UNAM Pumas y Estudiantes Tecos, además de Puebla FC. será la 2ª Edición en este año, la anterior se realizó en julio, teniendo Campeón a CF Pachuca. esta vez se coronó Puebla FC, Venciendo por 3-1 a Pumas de la UNAM

## Participantes
- Pachuca
- Pumas UNAM
- Estudiantes Tecos
- Puebla

## Fase (Invierno)
|  | Semifinales                      | Semifinales                      |   |                                  | Final                            | Final |  |
|  |                                  |                                  |   |                                  |                                  |       |  |
|  |                                  |                                  |   |                                  |                                  |       |  |
|  | Estadio Hidalgo, 26 de diciembre |                                  |   |                                  |                                  |       |  |
|  | Pumas UNAM                       | 5                                |   |                                  |                                  |       |  |
|  | Estudiantes Tecos                | 3                                |   |                                  |                                  |       |  |
|  |                                  |                                  |   |                                  |                                  |       |  |
|  |                                  |                                  |   |                                  | Estadio Hidalgo, 28 de diciembre |       |  |
|  |                                  |                                  |   |                                  | Pumas UNAM                       | 1     |  |
|  |                                  | Puebla                           | 3 |                                  |                                  |       |  |
|  |                                  |                                  |   |                                  |                                  |       |  |
|  |                                  |                                  |   |                                  |                                  |       |  |
|  |                                  |                                  |   |                                  | Tercer lugar                     |       |  |
|  | Estadio Hidalgo, 26 de diciembre | Estadio Hidalgo, 26 de diciembre |   | Estadio Hidalgo, 28 de diciembre | Estadio Hidalgo, 28 de diciembre |       |  |
|  | Pachuca                          | 0 (3)                            |   | Estudiantes Tecos                | 3                                |       |  |
|  | Puebla                           | 0 (4)                            |   |                                  | Pachuca                          | 0     |  |

|                          |
| Campeón Puebla 1º Título |

## Goleadores (Edición Invierno)
| Jugador                | Equipo            | Goles |
| ---------------------- | ----------------- | ----- |
| Matias Alustiza        | Puebla            | 2     |
| Gustavo Adrián Ramírez | Estudiantes Tecos | 2     |
| Martin Bravo           | Pumas UNAM        | 2     |
| David Cabrera          | Pumas UNAM        | 2     |
| Juan Cuevas            | Estudiantes Tecos | 2     |
| Daniel Ludueña         | Pumas UNAM        | 1     |
| Juan Neira             | Estudiantes Tecos | 1     |
| Taufic Guarch          | Estudiantes Tecos | 1     |
| Daniel Ramírez         | Pumas UNAM        | 1     |
| Luis Miguel Noriega    | Puebla            | 1     |

- Datos: Q16491503